# Hässlö Flygförening

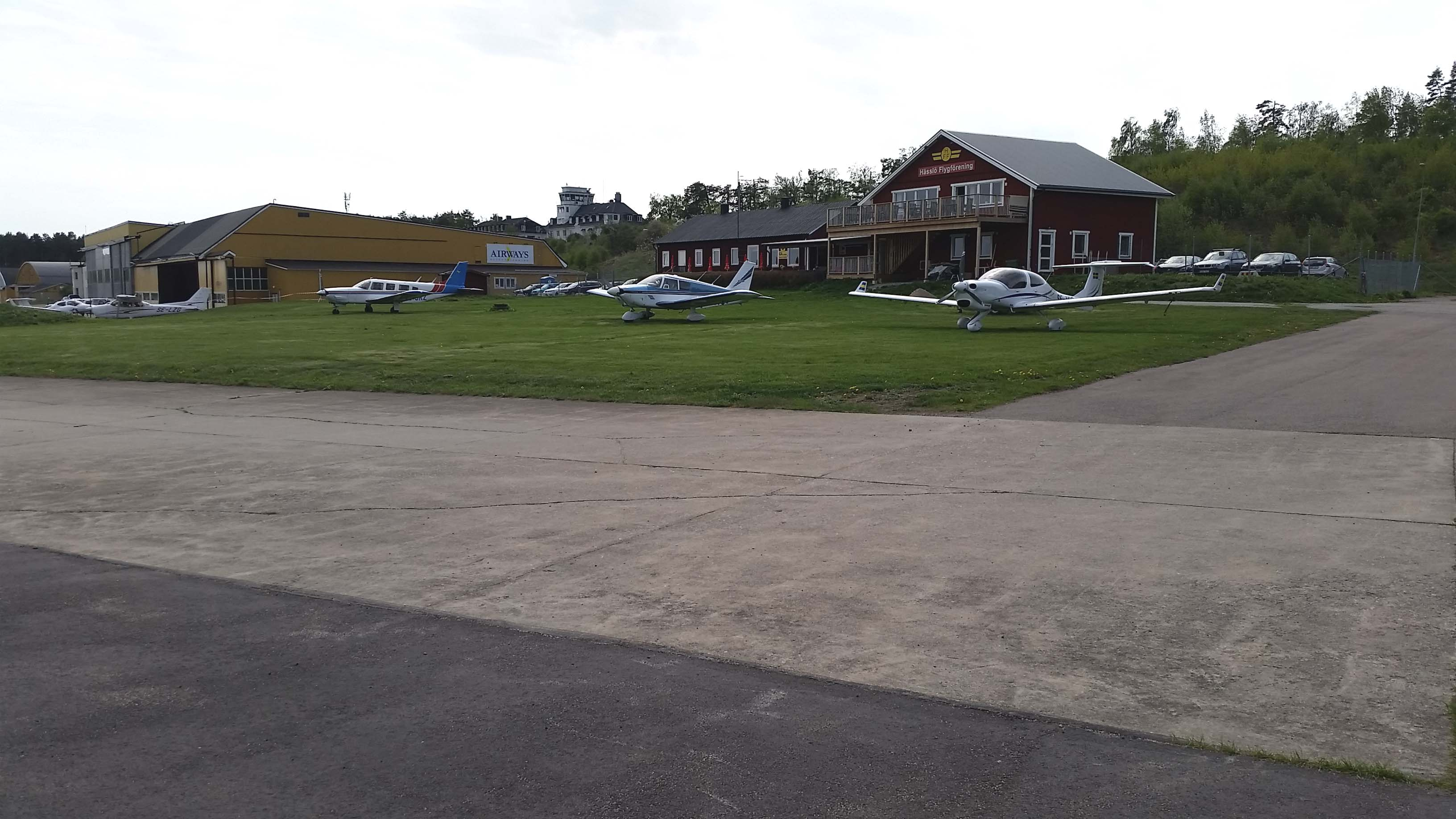
Hässlö Flygförenings klubbstuga

Hässlö Flygförening, HFF, är en flygförening med hemvist på Stockholm-Västerås flygplats, Hässlö. 

## Historik
Hässlö Flygförening har som mål att tillvarata och främja medlemmarnas möjligheter till att bedriva flygning i olika former. HFF skall verka för ett samgående av all flygverksamhet inom sitt upptagningsområde. 

## Verksamhet
HFF är en samlingsplats för flygintresserade, för social samvaro och att medlemmarna ska kunna utveckla sitt flygintresse. Under vinterhalvåret sker träffar med ämnen som utvecklar kunskap om  flyg och flygsäkerhet. 
Klubbresor anordnas för att medlemmarna ska få tillfälle att möta nya miljöer, både i Sverige och i andra länder. Föreningen är även en rekryteringsbas för Frivilliga Flygkåren, FFK.

## Anläggning
Klubbstuga med bl.a. briefingrum, konferensrum, servering och övernattningsrum. Även möjlighet att hyra cykel. HFF har varit med och byggt hangarer och bildat Hässlö Hangarförening, HHF, som idag har plats för ca. 30 flygplan.
Hangarerna finns på platta 3, Brända tomten. 
Föreningen sköter även bränsleanläggningen. Flygplatsen är en internationell flygplats.  Kungliga Västmanlands Flygflottilj, F 1 Hässlö, fanns mellan 1929 och 1983 på Hässlö.  

## Utbildning
Flygföreningen arrangerar lärartimmar och kontrollflygningar för bibehållande av flygbehörighet och certifikat, även tillgång till flygläkare finns.  

## Flygplan
HFF äger inga flygplan utan hyr in planen från medlemmarna. Samtliga individer är instrumentutrustade.
- SE-EYC Piper PA-28-180 Cherokee
- SE-GVE Piper PA-28-161 Warrior II
- SE-IDY Piper PA-28-161 Warrior II
- SE-KBN Piper PA-28-RT201 Arrow IV
- SE-KFM Piper PA-28-181 Archer II
- SE-LGP Piper PA-28-161 Warrior II
- SE-GRZ Piper PA-32R-300 Cherokee Lance
- SE-GVI Piper PA-32RT-300 Cherokee Lance
- SE-MHA Piper PA-34-220T Seneca V Piper Aircraft
- SE-KLR Cessna 172  Skyhawk C172N
- SE-MBC Diamond DA40D Diamond Aircraft
- SE-MIN Diamond DA42 Twin Star Diamond Aircraft
- SE-MIO Diamond DA40NG Diamond Aircraft

## Helikopter
- SE-JMY Robinson R44 Raven I